# カメラマン

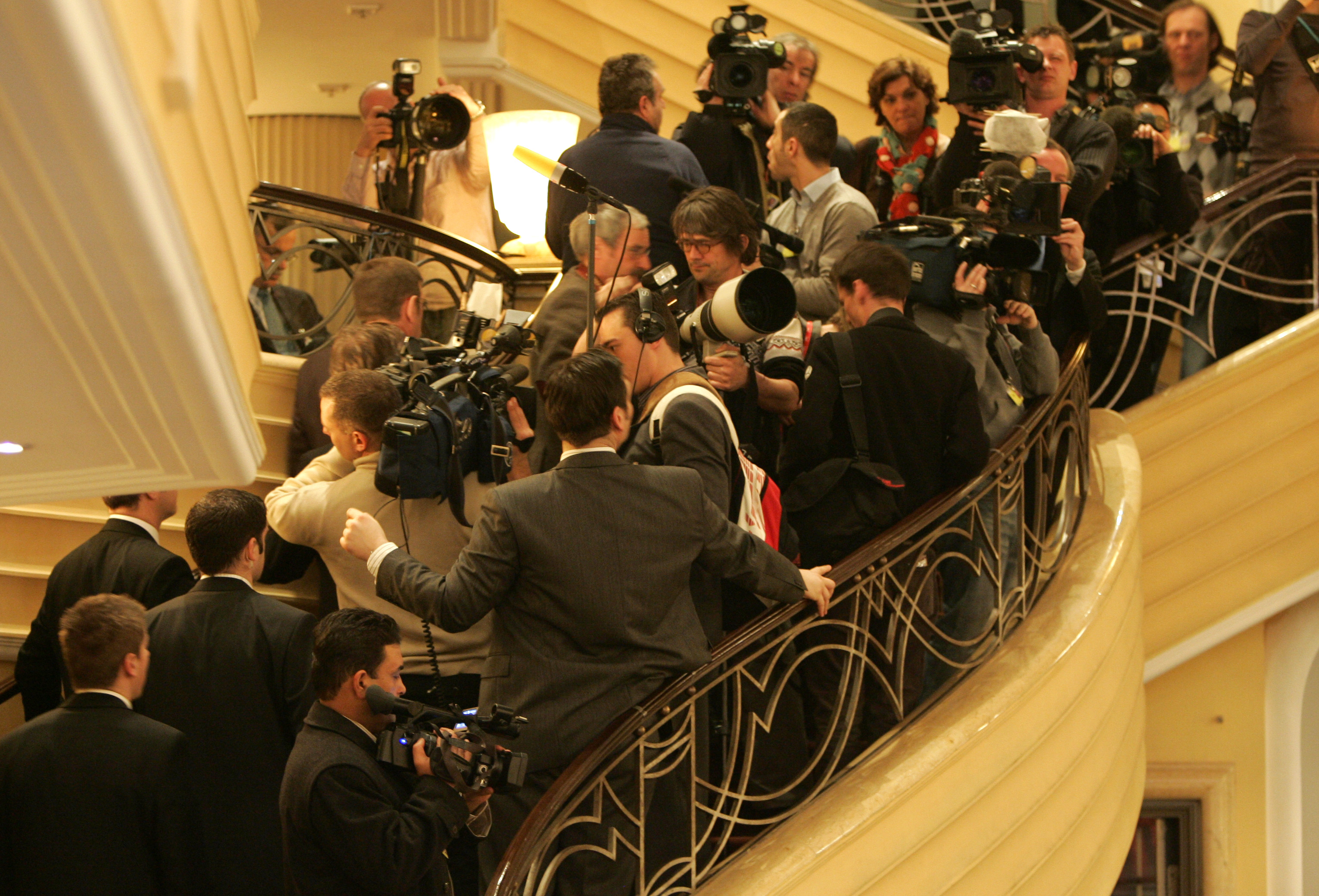
報道カメラマン

カメラマン（英: Cameraman）は、広義には写真・映画・テレビ・ホームビデオなど様々なメディアにおいてプロ・アマ問わず撮影を行う人物。
映像を撮影するのはビデオグラファー映像作家（英: Videographer）と呼ばれる。
狭義には前述の中で撮影を職業としている人物。
テレビカメラマンは撮影技師。そして映画撮影においてカメラを操り撮影をする役職はシネマトグラファー（撮影監督、英: Cinematographer）という。
とくに写真を撮影する人については写真家も参照。

## 名称

### 英語・日本語
日本語で定着している「カメラマン」Camera Manは、英語圏で使用される最も一般的な「カメラを持つ人物」を表す名詞である。
通常、写真家は"Photographer"（フォトグラファー）が、テレビカメラマンは"Camera Crew"（カメラクルー）が、映画は"Cinematographer"（シネマトグラファー）が一般的に呼ばれる名称である。
最も広い意味を持つのはCamera Operator（カメラ・オペレーター）である。
これら全ての名称は基本的にプロに対して使われる語彙であり、ホームビデオで子供を撮影している父親などアマチュアには使用されない。アマチュアの場合は「Camera○○○」となる場合が普通で男性ならCamera Man、女性であればCamera Lady、中性的な表現であればCamera Person、など決まった名詞は無い。ただし写真の場合はプロ・アマ問わずフォトグラファーと呼ぶのが普通である。

### 俗称
- 日本ではカメラマンは女性であってもカメラマンと呼ばれる。またテレビの出演者等は「カメラさん」や「1カメ（第1カメラ）さん」などと呼ぶことが多い。一方、求人においては職業安定法、男女雇用機会均等法の観点から男性をイメージさせるとして「カメラマン」は不適切な職種名としており[1]、「カメラマン（男女）」[2]とするか「撮影スタッフ」「フォトグラファー」などに置き換える[1]こととしている。
- アイドル撮影会などのイベントに集まる素人カメラマンをカメコ（カメラ小僧）と呼ぶことがある。
- 映画のカメラマンは伝統的にキャメラマンと呼称することもある。映画関連の静止画撮影のカメラマンはスチルカメラマン、スチルもしくは伝統的にスチールと呼ばれる）。
- 記者会見の現場では、静止画カメラマンをスチルスチール、映像カメラマンをムービーと区別することが多い。映像取材クルーはENGと呼ばれていた時期もある。

## 職業カメラマンの仕事

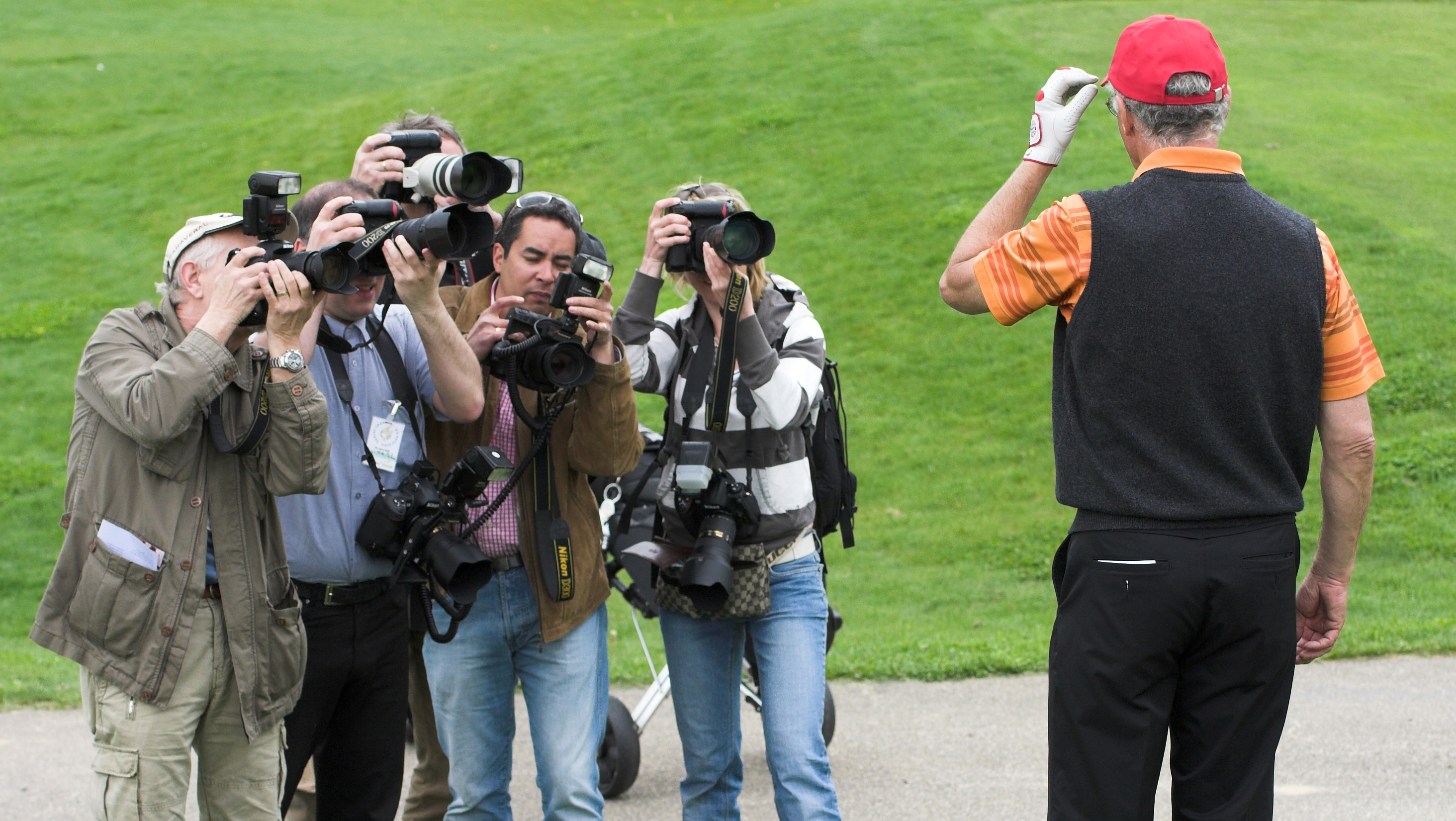
静止写真を撮る写真家たち

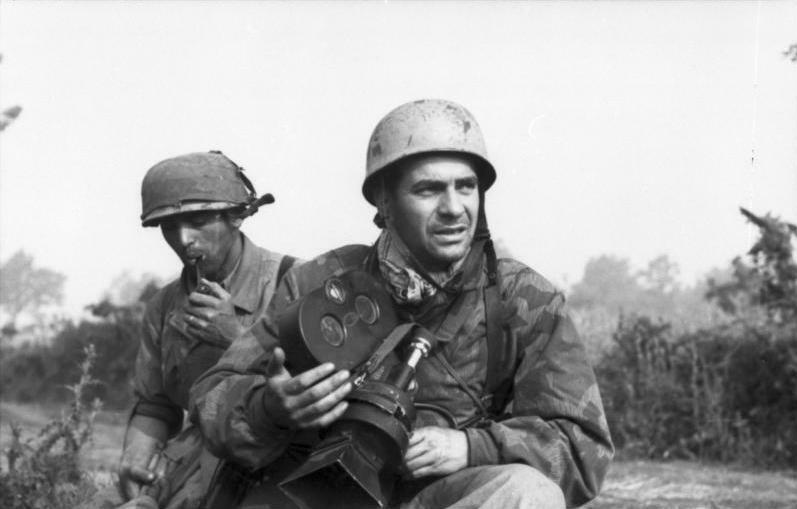
第二次世界大戦時の戦場カメラマン。35mmフィルムのムービーカメラを抱えている

### 写真
メディアカメラマン
雑誌・新聞などの画像素材の制作及び収集。写真スタジオに入り完璧な環境でグラビア撮影を行うこともあれば、週刊誌のパパラッチのように極めて悪い環境下で行う場合もある。報道写真、スポーツ写真、芸能人と様々なものを被写体とする。有名な写真家は篠山紀信、秋山庄太郎など。報道写真撮影は記者の同行が伴なっていたが、2020年現在はデジカメの普及により撮影スキルの敷居が低くなったこともあり、記者がカメラマンを兼任するケースが広まっている。
学校カメラマン
様々な行事に同行し、記念写真の撮影を請け負う。主たる現場は入学式・卒業式（卒業アルバム）・修学旅行・創立記念行事など。
写真スタジオや写真館の経営
経営方針によっては時代と共に廃れつつある事業であるが、七五三や成人式・結婚式などの記念撮影を家族に代わって請け負う。一般的に、被写体となる者は20世紀以降は、普段から和服の着用に慣れていない事が多いため、写真館は#関連項目着付けビジネスを兼ねる事もある。
ドキュメンタリーカメラマン
戦争が遂行されている地域や貧困国・各種被災地に赴き、その実情をカメラに収め、その記録もしくは作品を新聞社や雑誌社に販売したり、個展を開催する事で生計を立てる。フォトジャーナリスト（英語: Photo Journalist）と呼ばれ、ピューリッツァー賞を受賞するカメラマンは、概ねこの職種であることが多い。有名な写真家は、ロバート・キャパや沢田教一など。
戦場カメラマン
戦争の戦場などの現場を取材し、真実と現状と現実と悲惨さを世界に広く伝える事を目的として、撮影を行うカメラマン。対象となる地域の治安は悪く、撮影や移動中に殉職する者も決して珍しくない。有名な写真家は、ロバート・キャパ、橋田信介、渡部陽一など。
芸術家、写真作家としてのカメラマン
風景から人物、無機質なオブジェに至るまで「光の芸術」（写真は光を駆使したアートメディアであるから）を制作し、個展の開催および作品の販売を行う。編集者、クライアント、広告代理店などから依頼を受けて制作することもある。有名な写真家は木村伊兵衛、土門拳など。

### テレビ・広告など
ディレクターやプロデューサーなどの演出畑の役職とは一線を画し、技術系職種に分類される。当然、現場の指揮権を握る演出家陣がフレーミングを指示する（ドラマ撮影やCM撮影にて顕著）が、演出家に画の構成・色彩などを助言し適切な補正を行う。カメラマンを中心に照明班・音声班などが総合的に動き、高度な技術的アプローチによって現場の環境を作りだす。

### 映画
一人の映画監督の絶対的な指揮の元で行われる映画撮影において、カメラマン（この場合撮影監督）は画の構成において非常に重要な役職であり、映画監督の右腕とも言われる。監督が頭の中で描くイメージを察知し、照明・色合いやアングル、ワーキング等の助言を行い、また監督の指示を受けさらなる補正を行う。フィルムを使用する映画撮影においては、非常に高度でテクニカルな撮影技術及び経験が求められる為、適切なフィルムやレンズの選択で被写界深度やF値を求め監督が求める映像に近づける必要がある。映画監督スタンリー・キューブリックとその右腕撮影監督ジョン・オルコットのタッグは有名で、オルコットの高度なテクニックを駆使してキューブリックは映画『バリー・リンドン』において、「ろうそくの光のみで撮影」という技術革新をもたらした（通常の場合、フィルムはビデオに比べ暗所の撮影が困難である）。

### その他
ビデオクリエーターなど。